# Casa Madre dei Missionari Saveriani

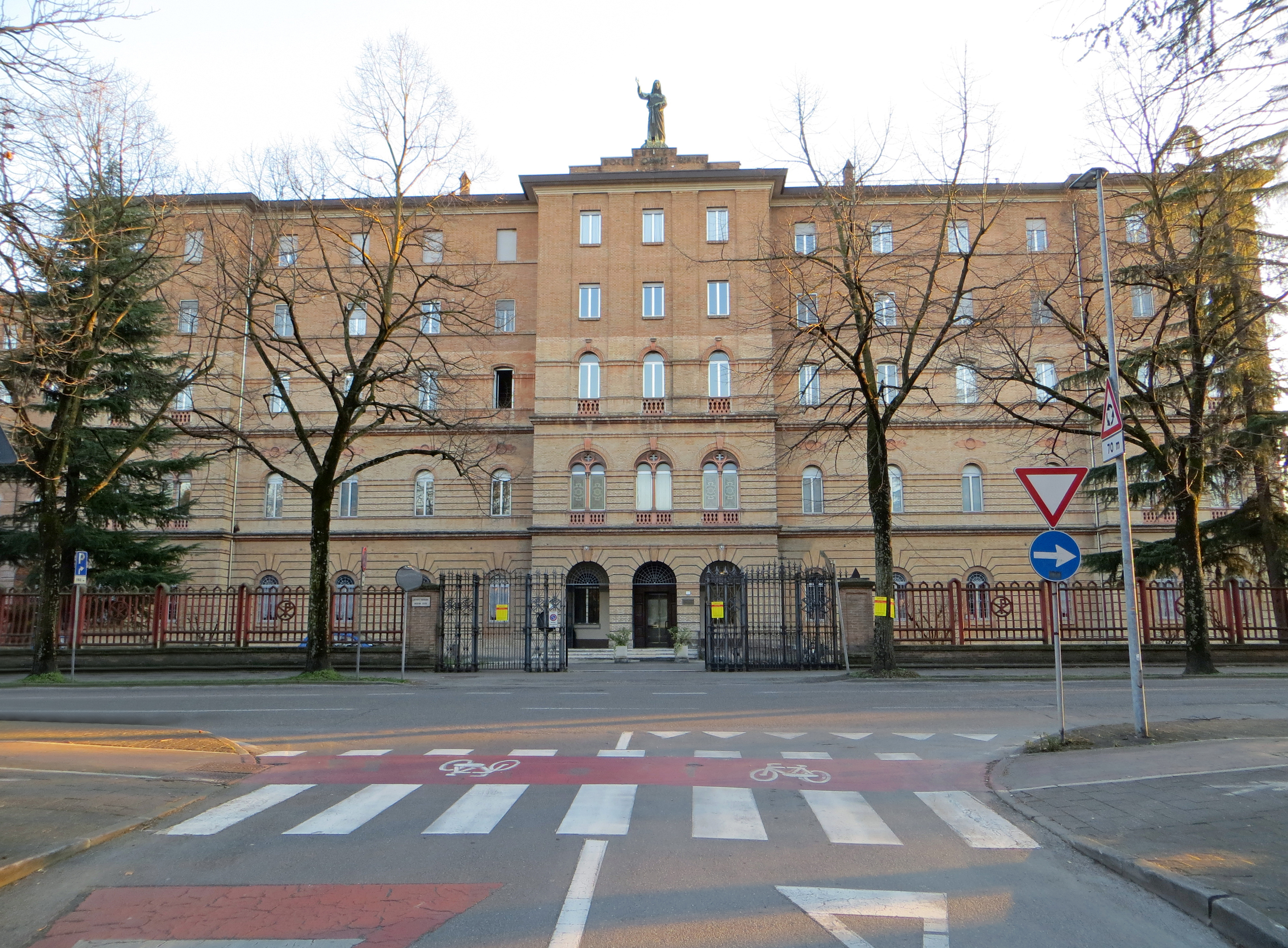
Mutterhaus der Xaveriermissionare in Parma

Das Casa Madre dei Missionari Saveriani (dt.: Mutterhaus der Xaveriermissionare) ist ein neuromanisches Gebäude in der Viale San Martino 8 in Parma in der italienischen Region Emilia-Romagna. Dort sind die Kapelle Guido Maria Conforti, das Museo d’arte cinese ed etnografico (dt.: Museum für chinesische Kunst und Ethnographie) und die Biblioteca Saveriana Conforti untergebracht.

## Geschichte
Das Xaverierinstitut, ursprünglich „Seminario emiliano per le missioni estere“ (dt.: Seminar der Emilia für die Auslandsmissionen) genannt, wurde 1895 vom damaligen Monsignore Guido Maria Conforti in einem kleinen Gebäude am Borgo Leon d’Oro gegründet, das er drei Jahre vorher gekauft hatte; es war dazu gedacht, Seminaristen zu begrüßen, die sich dem missionarischen Leben zuwenden wollten.
Die drei Jahre später mit Genehmigung von Bischof Francesco Magani in „Pia società di San Francisco Saverio per le missioni estere“ Kongregation benötigte größere Räumlichkeiten, also gelang es Monsignor Conforti 1899, ein großes Stück der Orti Marchi im Süden der Stadt, zwischen dem Marsfeld und der Lungoparma (am Parmabach entlang), zu kaufen.
Mit dem Bauprojekt für den neuen Palast wurde der Bauingenieur Carlo Pelleri betraut und die Arbeiten führte die Firma Quirino Zamboni aus. Die feierliche Grundsteinlegung fand am 24. April 1900 in Gegenwart von Bischof Magani und der wichtigsten Würdenträger der Stadt statt. Der Bau schritt einige Monate lang schnell vorwärts und wurde auch durch die Kündigung von Seiten der Firma Quirino Zamboni nicht unterbrochen, die am 7. September durch die Firma Emilio Foglia ersetzt wurde. Das ursprüngliche Gebäude, bestehend aus dem Eingangsgebäude in der Mitte und dem ersten Ostflügel, wurde im Herbst 1901 fertiggestellt, wobei der Palast und das Museo d’arte cinese ed etnografico, das damals in einem Raum im ersten Obergeschoss untergebracht war, eingeweiht wurden.
1919 erwies sich das Gebäude als nicht mehr ausreichend, um alle Zulassungsanträge zu bearbeiten, deshalb beschloss der Rektor eine Erweiterung, mit deren Projektierung er erneut Bauingenieur Pelleri betraute. 1921 begann die Firma Emilio Medioli mit den Bauarbeiten am Westflügel, der symmetrisch zum Ostflügel gesetzt wurde, sodass das Gebäude eine U-Form mit Innenhof erhielt.
In den Jahren 1957–1959 wurde das Gebäude einer nochmaligen Erweiterung unterzogen, die noch konsequenter als die vorhergehende war; sie bestand aus der Aufstockung des gesamten Gebäudes um zwei Geschosse und dem Bau eines zweiten, äußeren Ostflügels, in dem die große Kapelle und neue Räume für das Museum untergebracht wurden. Oben auf dem Palast wurde schließlich die große Statue des Erlösers angebracht, die von Pietro Tavani geschaffen wurde.
1997 erhob der Bischof Silvio Cesare Bonicelli die interne Kirche zu einem Heiligtum; sie enthielt bereits seit ihrem Bau die sterblichen Überreste von Monsignore Conforti, der 2011 von Papst Benedikt XVI.  heiliggesprochen wurde.

## Beschreibung

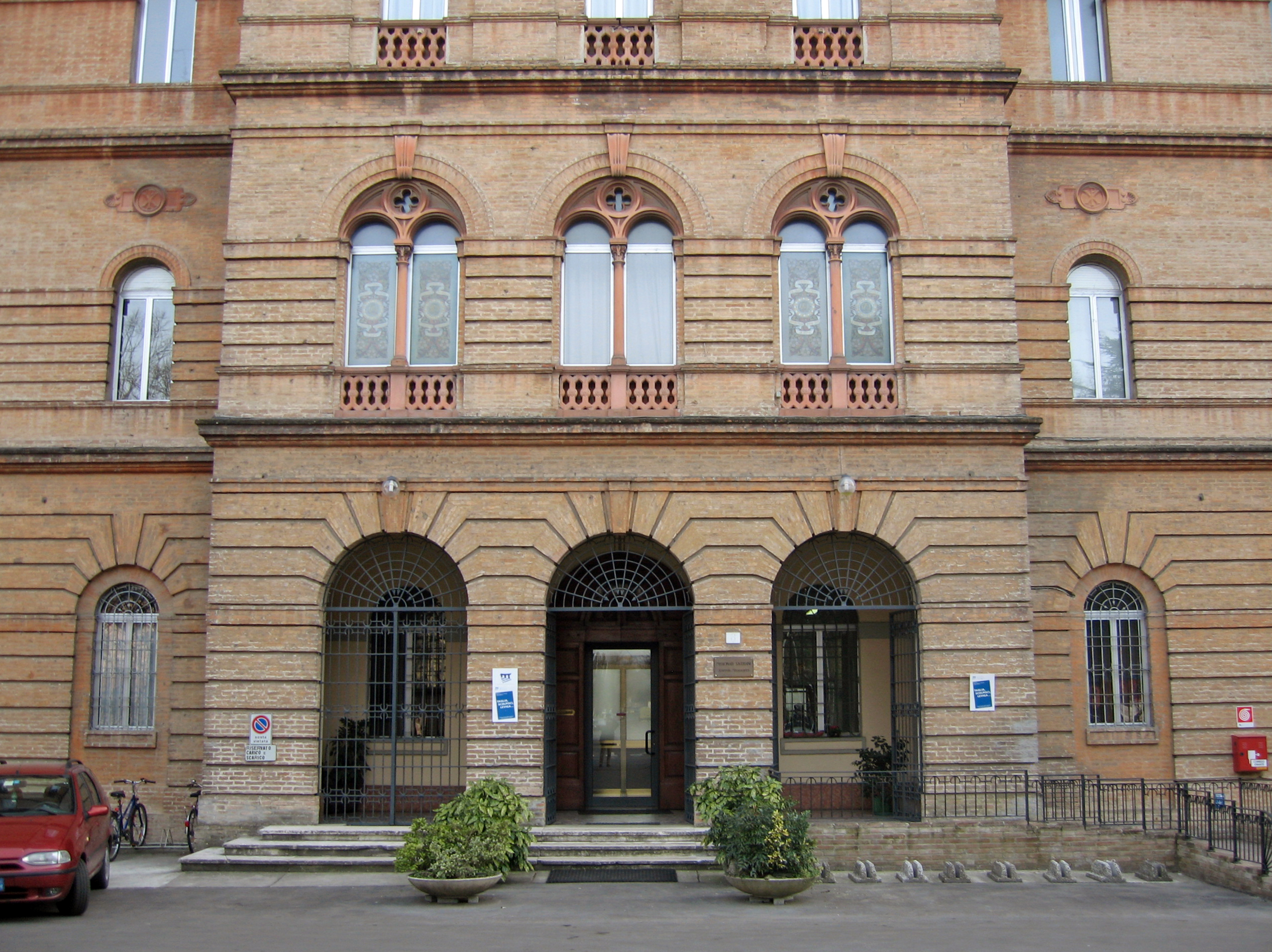
Eingang

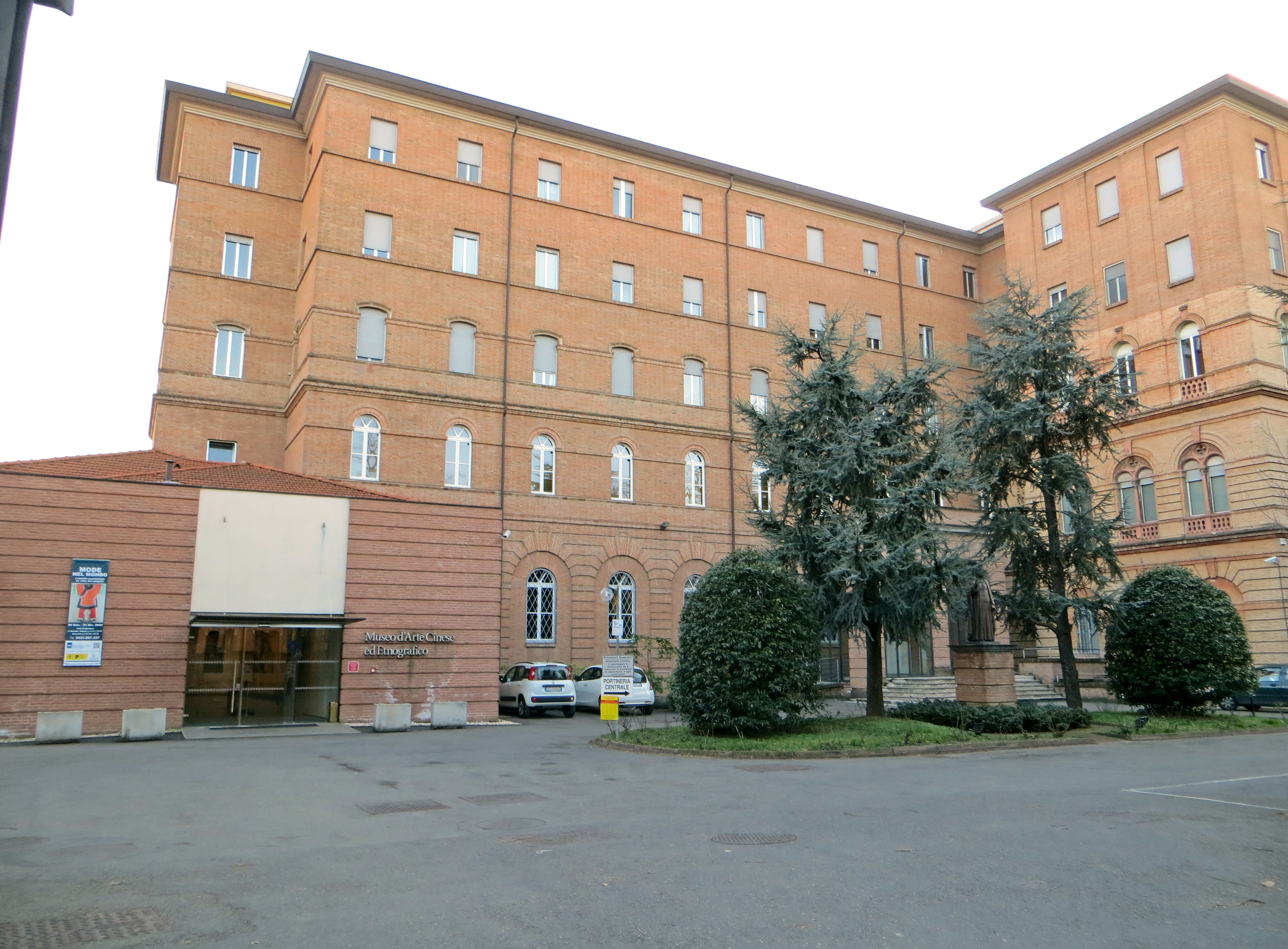
Eingang zum Museum und zum Ostflügel

Das imposante Gebäude hat einen gegliederten Grundriss, das Ergebnis der sukzessiven Erweiterungen über die Jahre.
Der Palast ist auf den drei Außenseiten vollständig mit Sichtmauerwerk verkleidet, während die Fassaden zum Innenhof hin verputzt sind.
Der älteste Teil erhebt sich symmetrisch um den Eingang herum, der in einer Vorhalle mit Rundbögen in der Mitte eines leicht vorspringenden Baukörpers liegt. Die ersten drei Stockwerke, aus denen der Bau ursprünglich bestand, sind mit Gesimsen zur Geschosstrennung, Friesen und zahlreichen anderen Motiven aus Terrakotta verziert. Wertvoll erscheinen die Fenster im ersten Obergeschoss, elegante Doppelfenster mit Balustraden im neuromanischen Stil, eingefasst von Rahmen, die in den Öffnungen zwischen den Bögen auch neugotische Elemente und nimmt einige Motive der unteren Stockwerke auf, unterscheidet sich von diesen aber durch seine sehr viel einfachere Dekoration. Oben in der Mitte erhebt sich ein gestuftes Tympanon mit der lateinischen Inschrift EUNTES DOCETE OMNES GENTES (dt.: Gehet hin und macht alle Völker zu Jüngern), über dem die 3,8 Meter hohe Bronzestatue des Erlösers steht.
her Architektur zeigen. Der aufgestockte Gebäudeteil ist zwar auch in Sichtmauerwerk gehalten
Der äußerste östliche Flügel, der jüngste, erhebt sich fünf Stockwerke hoch entsprechend dem älteren Teil, von dem er die Verzierungen übernimmt. Der herausstechendste Element ist die vorspringende Vorhalle, die als Eingang zur großen Heiligtum fungiert. Im Hintergrund enthält ein kleiner Palast schließlich den Eingang zum Museo d’arte cinese ed etnografico.

## Heiligtum San Guido Maria Conforti

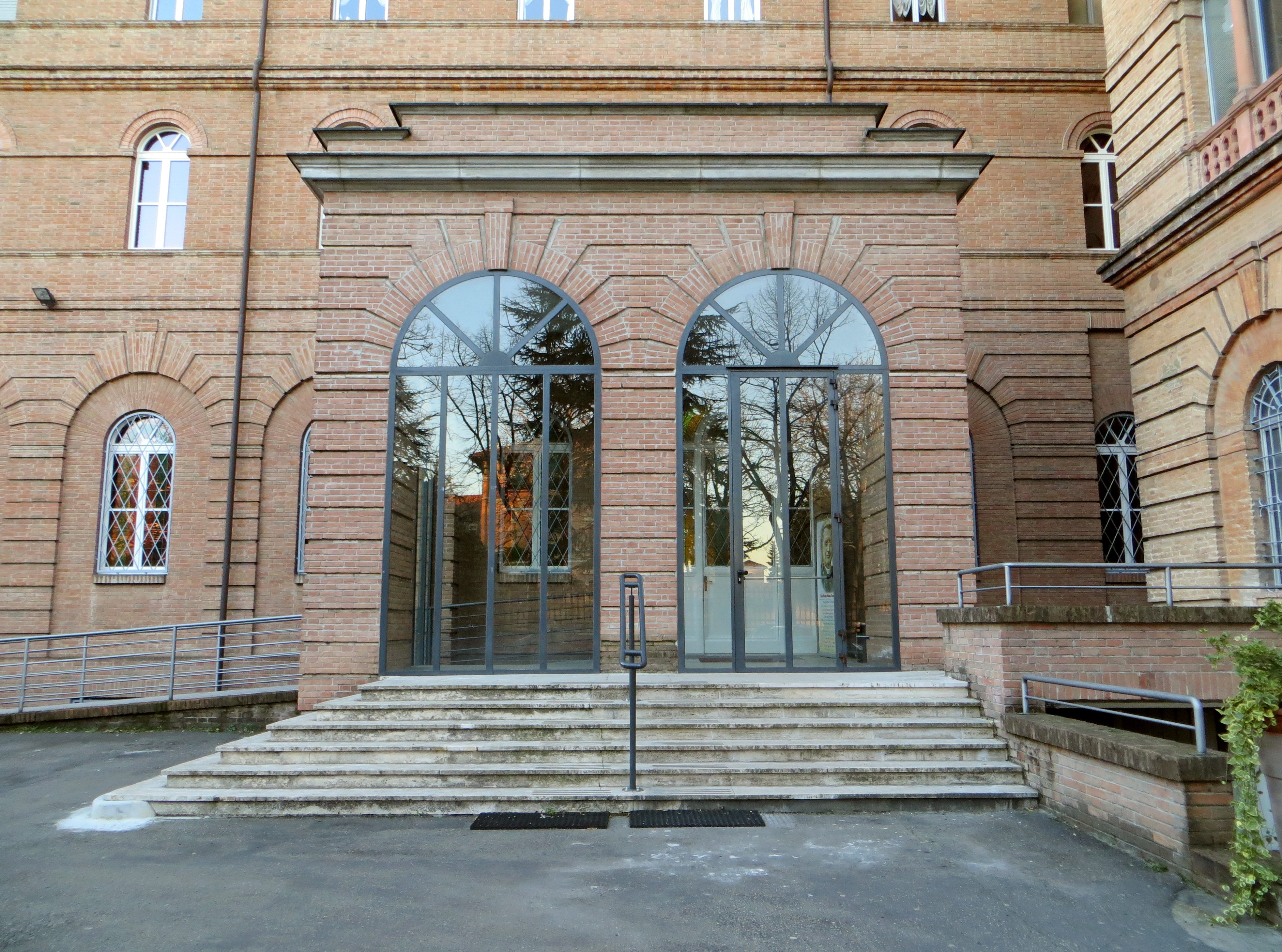
Eingangsvorhalle zum Heiligtum

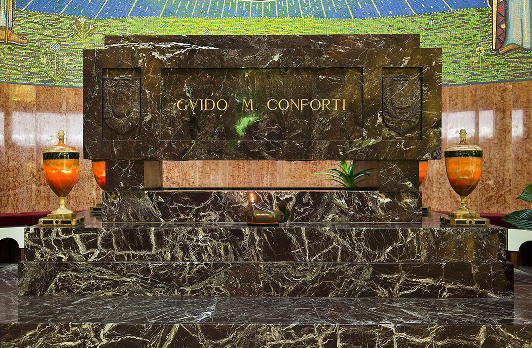
Sarkofag des Heiligen Guido Maria Conforti

Die große Kapelle, die 1997 zum Heiligtum erhoben wurde, wurde im Zuge der Erweiterungsarbeiten in den Jahren 1957–1959 im äußersten Ostflügel mit direktem Eingang von draußen durch eine Vorhalle errichtet. Mit dem Projekt wurde der Architekt und Bauingenieur Sisto dalla Rosa Prati aus Parma betraut, der eine große Kirche im Basilikastil und rigoros symmetrisch realisierte.

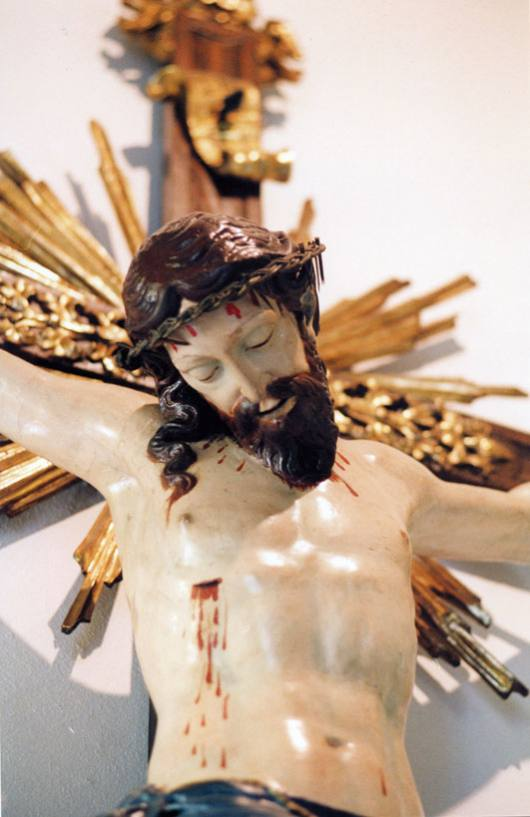
Das Kruzifix der Berufung

Die Kirche ist in drei Schiffe, gekennzeichnet durch eine hohe Kolonnade, aufgeteilt. Der geräumigere, mittlere Teil dient als Halle für die Gottesdienste; dort sind die Sitzplätze für die Gläubigen untergebracht, wogegen die Seitenschiffe mit ihren Emporen darüber als Chorumgänge fungieren, die in zwei großen Seitenkapellen auf neben dem Chor in der Apsis enden. Auf den Säulen sind die zwölf Apostel im Inneren von Medaillons abgebildet, während sich in den Chorumgängen große Dreifachfenster an jedem Bogen öffnen. Die Decke ist mit Gemäldemotiven dekoriert, die vom Maler Tito Peretti geschaffen wurden.
In der Mitte des Chors liegt der Altar aus Holz und Bronze, den 1997 der Bildhauer Livio Conta schuf, der auch für den Ambo und das Croce dei Martiri (dt.: Märtyrerkreuz) verantwortlich zeichnete. Den Hintergrund der Apsis dominiert das imposante Mosaik, das die Scuola Beato Angelico aus Mailand in den Jahren 1962–1963 schuf; darauf sind in der Mitte die Trinità (dt.: Dreieinigkeit) mit Maria sul trono celeste che sostiene Gesù Bambino (dt.: Maria auf dem Himmelsthron stützt das Jesuskind) abgebildet. Auf den Seiten finden sich unten die Modelli di missione (dt.: Modelle der Mission) und die Santi protettori (dt.: Die heiligen Beschützer): Der Heilige Franziskus Fogolla, der Heilige Franz Xaver und der Heilige Josef links; der Heilige Paulus, die Heilige Therese von Lisieux und der Heilige Guido Maria Conforti rechts.

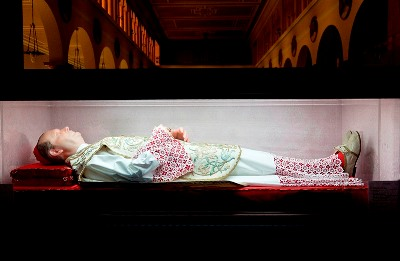
Die Überreste des Heiligen Guido Maria Conforti im Sarg.

Hinter dem Altar, in der Mitte der Apsis, steht seit 1996 der Sarkophag des Heiligen Guido Maria Conforti aus schwarzem Marmor und Glas, der 1942 vom Architekten Lamberto Cusani aus Parma geschaffen wurde.
Die linke Seitenkapelle, Capella del Crocifisso (dt.: Kruzifixkapelle) genannt, dominiert das große Kruzifix aus Pappmaché, dem der Heilige sehr verbunden war, weil er als Kind jeden Tag davor stehenblieb, um mit ihm einen Dialog zu führen, genug, um ihn die Berufung zum Priester spüren zu lassen. Monsignore Conforti hatte es 1907 in der Sakristei des längst schon entweihten Oratorio di Santa Maria della Pace im Borgo delle Colonne wiedergefunden und es restaurieren lassen.
Die rechte Seitenkapelle, Capella del Santissimo (dt.: Heiligstenkapelle) genannt, ist durch den imposanten Altar aus Carrara-Marmor gekennzeichnet, der 1941 nach Plänen des Architekten Enrico Remedi aus Massa geschaffen wurde; in seiner Mitte ist der Tabernakel aus Bronze des Bildhauers Pietro Tavani angebracht. Oben hängt das Bild der Madonna della Strada, ein Werk des Malers Ulisse Pasani aus Parma; neben dem Bildnis befinden sich sechs Holzfliesen des Bildhauers Livio Conta.

## Erinnerungen an den Xaverier Conforti

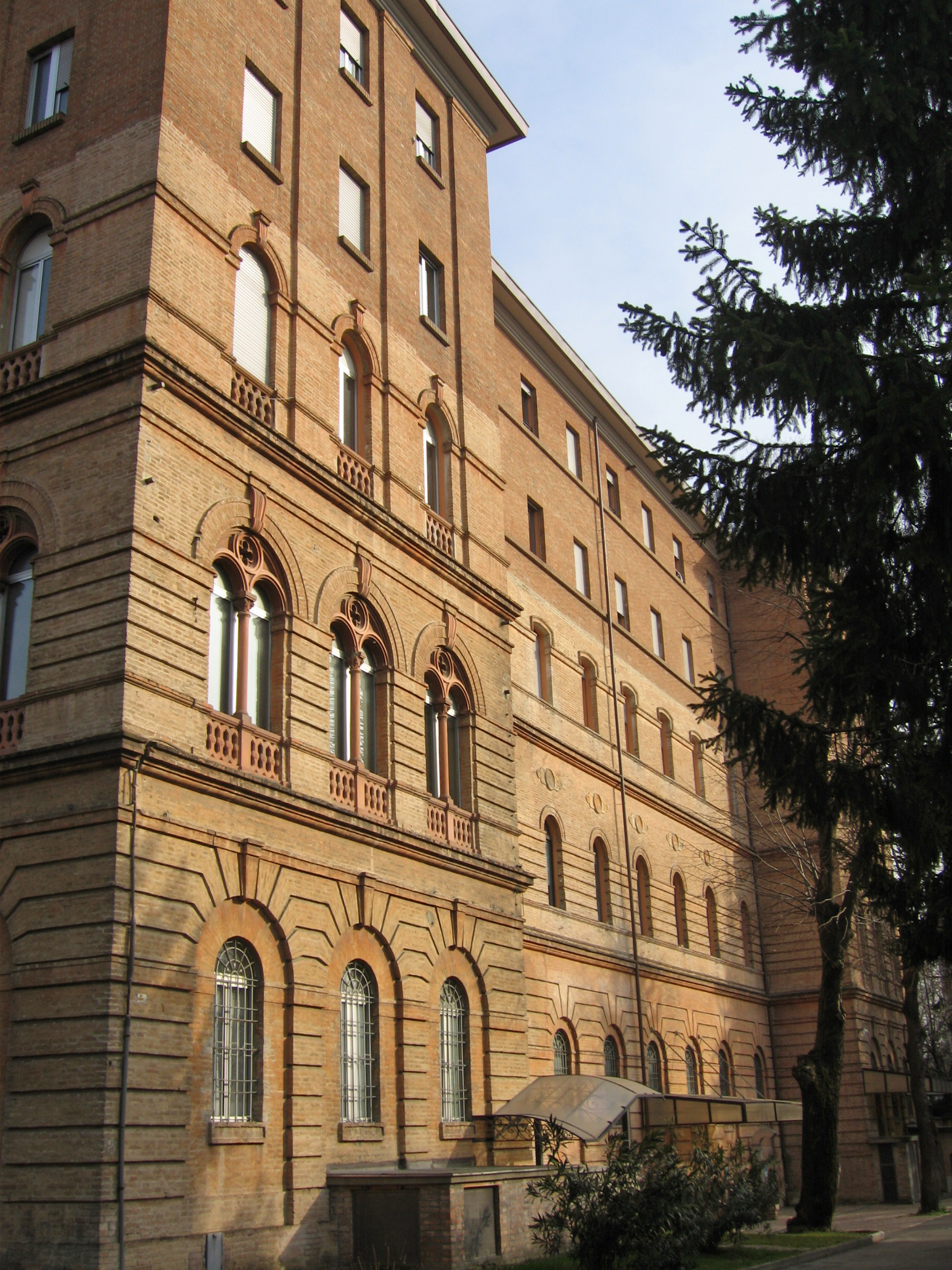
Westflügel

Das erste Obergeschoss des Mutterhauses beherbergt ein Museum mit Erinnerungen an den Heiligen Guido Maria Conforti, das, wie folgt, strukturiert ist:
- Eingang und Korridor;
- Sala Rossa, altes Studio von Guido Maria Conforti, vollständig mit roten Bildwirkereien mit floralen Motiven ausgekleidet;
- Schlafkammer von Monsignor Conforti, mit Möbeln und Objekten aus dem Palazzo Vescovile;
- Raum der Familiengegenstände, ein Zimmer, in dem einige Möbel und Einrichtungsgegenstände ausgestellt sind, die der Familie Conforti gehörten;
- Raum der persönlichen Gegenstände, mit Objekten in Vitrinen, die in Verbindung mit Guido Maria Conforti standen;
- Raum der Erinnerung und Danksagung, ein Ausstellungsraum mit Dokumenten des gesamten Kanonisierungsprozesses von Monsignore Conforti und Votivtafeln von vielen Verehrern „für erwiesene Gnaden“;
- Märtyrerkapelle, ursprüngliche Hauskapelle des Mutterhauses vor dem Bau der großen Kapelle, des heutigen Heiligtums;
- Raum des xaverischen Aufzeichnungen aus China, ein Raum, in dem die Fotografien der Missionare im Reich der Mitte, später Republik China, vor dem Tod von Guido Maria Conforti aufbewahrt werden, ebenso wie die Erinnerungen an die Erinnerungen an die chinesischen Märtyrer des 19. Jahrhunderts und der letzte Brief des Heiligen Franz Xaver von 1552, ein Geschenk der Gräfin Anna Pallavicino Simonetta von 1908;
- Raum der xaverischen Familie, in dem eine Reihe von Paneelen mit der Geschichte und der Verbreitung in der Welt der saverianischen Missionare dargestellt sind.[4]

## Xaverische Bibliothek
Im Palast ist auch die Biblioteca Saveriana Conforti untergebracht, die von dem Heiligen in den letzten Jahren des 19. Jahrhunderts gegründet wurde.
Dort sind etwa 60.000 Bände und 200 Zeitschriften über theologische, religiöse und missionarische Themen zusammengestellt.